# محوطه رنگین بان
محوطه رنگین بان مربوط به دوران‌های تاریخی پس از اسلام است و در شهرستان پل‌دختر، بخش مرکزی، روستای پاعلم واقع شده و این اثر در تاریخ ۱۰ مهر ۱۳۸۰ با شمارهٔ ثبت ۴۰۷۲ به‌عنوان یکی از آثار ملی ایران به ثبت رسیده است.